# Maisières-Interstadial
| Glaziale/ Interglaziale | Stadiale/ Interstadiale | Zeitraum (v. Chr.) |
| ----------------------- | ----------------------- | ------------------ |
| Weichsel- Spätglazial   |                         |                    |
| Jüngere Dryaszeit       | 10.730–09.700           |                    |
| Alleröd-Interstadial    | 11.400–10.730           |                    |
| Ältere Dryaszeit        | 11.590–11.400           |                    |
| Bölling-Interstadial    | 11.720–11.590           |                    |
| Älteste Dryaszeit       | 11.850–11.720           |                    |
| Meiendorf-Interstadial  | 12.500–11.850           |                    |
| Weichsel- Hochglazial   |                         |                    |
| Mecklenburg-Phase       | 15.000–13.000           |                    |
| Pommern-Phase           | 18.200–15.000           |                    |
| Lascaux-Interstadial    | 19.000–18.200           |                    |
| Laugerie-Interstadial   | 21.500–20.000           |                    |
| Frankfurt-Phase         | 22.000–20.000           |                    |
| Brandenburg-Phase       | 24.000–22.000           |                    |
| Tursac-Interstadial     | 27.000–25.500           |                    |
| Maisières-Interstadial  | 30.500–29.500           |                    |
| Denekamp-Interstadial   | 34.000–30.500           |                    |
| Huneborg-Stadial        | 39.400–34.000           |                    |
| Hengelo-Interstadial    | 41.300–39.400           |                    |
| Moershoofd-Interstadial | 48.700                  |                    |
| Glinde-Interstadial     | 51.500                  |                    |
| Ebersdorf-Stadial       | 53.500                  |                    |
| Oerel-Interstadial      | 57.700                  |                    |
| Weichsel- Frühglazial   |                         |                    |
| Schalkholz-Stadial      | 60.000                  |                    |
| Odderade-Interstadial   | 74.000                  |                    |
| Rederstall-Stadial      | ?                       |                    |
| Brörup-Interstadial     | ?                       |                    |
| Amersfoort-Interstadial | ?                       |                    |
| Herning-Stadial         | 115.000                 |                    |
| Eem-Warmzeit            |                         |                    |
|                         | 126.000                 |                    |

Das Maisières-Interstadial ist eine Warmphase des Weichsel-Hochglazials. Es datiert in den Zeitraum 30.500 bis 29.500 v. Chr.

## Bezeichnung
Das Maisières-Interstadial, französisch oscillation de Maisières, in der Archäologie als Maisièrien bezeichnet, ist nach der eponymen archäologischen Freilandfundstätte Maisières-Canal bei Mons in Belgien benannt. Die Fundstätte liegt am Canal du Centre zwischen den Gemeinden Maisières und Obourg. Vormals war das Interstadial auch als Kesselt-Interstadial in der Fachliteratur bekannt. Das Maisièrien wurde 1980 von J. B. Campbell eingeführt.

## Stratigraphie und Korrelation

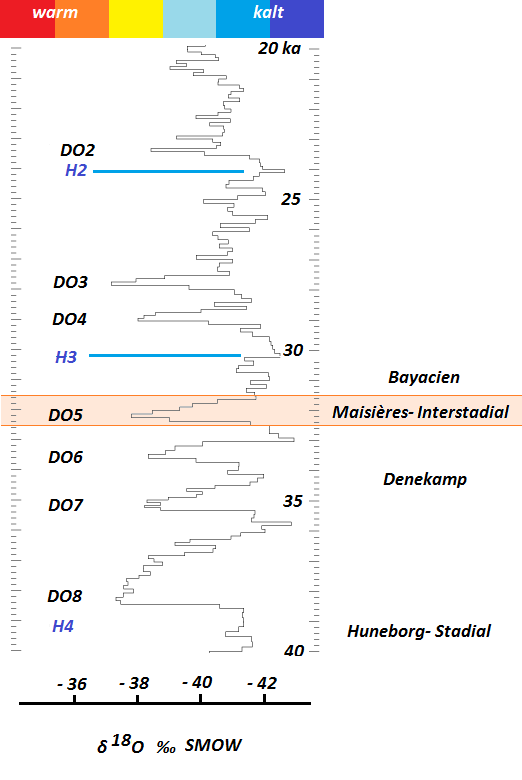
Das Maisières-Interstadial im Zeitraum 20 bis 40 ka BP

Das Maisières-Interstadial schließt an das vorangegangene Denekamp-Interstadial an. Ihm folgt der Kälterückschlag des Heinrich-Ereignisses H3 und sodann das Tursac-Interstadial. Es bildet einen Teil des Marinen Isotopenstadiums MIS 3 und korreliert mit dem Dansgaard-Oeschger-Ereignis DO5. bzw. mit dem Grönland Interstadial GI-5. Das Ende des Maisières-Interstadials markiert palynologisch den Beginn des Pleniglazials (Eisaufbauphase des Letzteiszeitlichen Maximums). Es korreliert im Pollenprofil von La Grande Pile in den Vogesen mit der Stufe Grand Bois C und im Profil von Tenaghi-Philippon in Makedonien mit der Stufe Krinides 2.

## Datierung
Dem Maisières-Interstadial lässt sich mit Hilfe der δ18O-Werte des grönländischen Eisbohrkerns GISP 2 einer Zeitspanne von rund 30.500 bis 29.500 Jahren v. Chr. zuordnen. Das Heinrich-Ereignis H3 setzt bei 28.000 v. Chr. ein. Im dazwischenliegenden Zeitraum 29.500 bis 28.000 v. Chr. folgt eine untergeordnete Wärmeanomalie (Bayacien), die möglicherweise noch zum Maisières-Interstadial zu rechnen ist. Die humusreiche Fundschicht an der Typlokalität wurde mit 27.965 ± 265 Radiokohlenstoffjahren BP datiert, dies entspricht kalibriert (mit CalPal) 30528 ± 340 Jahre v. Chr.; Rentierknochen ergaben 28.130 + 1020/− 900 (30.821 v. Chr.) und Mammutknochen 28.340 ± 300 Radiokohlenstoffjahre BP (30.821 ± 407 v. Chr.).
Eine etwas ältere Zeitspanne lieferte Laville (1988) mit 27.800 bis 29.000 Radiokohlenstoffjahren (30.375 bis 31.562 v. Chr.) und Wolfgang Weißmüller gab 28.600 bis 29.300 Radiokohlenstoffjahre (31.087 bis 31.776 v. Chr.) an.

## Charakterisierung
Das Maisières-Interstadial ist eine sehr deutliche Wärmeanomalie. Ihre δ18O-Werte schwanken um 5,5 ‰ (zwischen – 43 und – 37,5 ‰). Dies entspricht einer Erhöhung der Durchschnittstemperaturen von 6 °C und im grönländischen Eis gemäß GISP 2 von 12,5 °C. Die anschließende untergeordnete Wärmeanomalie brachte zum Vergleich nur noch eine Erhöhung von knapp 2 °C bzw. 4 °C in Grönland.

## Fauna
An der Typlokalität wurden Überreste folgender Taxa gefunden:
- Mammut
- Wildpferd
- Rotwild
- Rentier
- Wisent
- Auerochs und
- Braunbär

Unter den Kleinsäugern fanden sich
- Polarfuchs
- Hasen

sowie die Vögel
- Krähe
- Moorschneehuhn
- Auerhuhn
- Schneeeule

## Vegetation
Die rasche Temperatur- und Niederschlagserhöhung des Maisières-Interstadials bewirkte eine Ausbreitung von Birke, Hasel und Eiche gegenüber der spärlichen, stadialen Koniferenbewaldung mit vorwiegend Kiefern und Wacholder. Die Artemisiasteppe mit Fuchsschwanzgewächsen (Chenopodiaceae), Sonnenröschen (Helianthemum) und Wiesenrauten (Thalictrum) wich zunehmend Graslandschaften (Gräser, Sauergrasgewächse (Cyperaceae) und Hahnenfuß (subg. Batrachium)), die von Süßgräsern (Poaceae) beherrscht wurden. An Wasserstandorten breiteten sich Laichkräuter (Potamogeton) und Igelkolben (Sparganium) aus.

## Kulturelle Entwicklung
Mit dem Maisières-Interstadial begann ab 28.000 Radiokohlenstoffjahren BP bzw. 30.524 v. Chr. das Gravettien mit seinen Frühformen, dem Maisièrien und dem Pavlovien. Gleichzeitig ging das Aurignacien mit den Stufen Aurignacien 4a und Aurignacien 4b zu Ende.
Das Maisièrien zeichnet sich vor allem durch die Maisières-Spitzen aus, welche den Font-Robert-Spitzen ähneln. Weitere typische Werkzeuge sind Bohrer mit rautenförmigem Querschnitt (franz. burin dièdre) und Stielklingen (engl. tanged points). Generell sind gestielte Werkzeuge sowie flache Retuschierung (franz. retouche plate) häufig.
Fundstätten des Maisièrien sind neben der belgischen Typlokalität mehrere Höhlen im Schwäbischen Jura wie beispielsweise das Geißenklösterle, der Hohle Fels und die Vogelherdhöhle, sowie in Bayern die Weinberghöhlen bei Mauern. In Mähren ist Dolní Věstonice anzuführen, in Frankreich der Abri Pataud bei Les Eyzies-de-Tayac-Sireuil, Le Sire bei Mirefleurs und möglicherweise La Vigne Brun bei Roanne. Im zentralen und südlichen Sibirien fallen Anui-2, Kamenka 1, Mogochinskaya, Tolbaga und Ust-Kova 1 in den Zeitraum des Maisièriens, im europäischen Russland möglicherweise Sungir.